# Carrer Major porxat d'Escaló
El carrer Major porxat és una via pública de la Guingueta d'Àneu (Pallars Sobirà) inclosa a l'Inventari del Patrimoni Arquitectònic de Catalunya.

## Descripció
Únic carrer dins de l'antic recinte emmurallat si s'exceptuen un parell de petites travessies, amb una porta d'entrada a cada extrem.

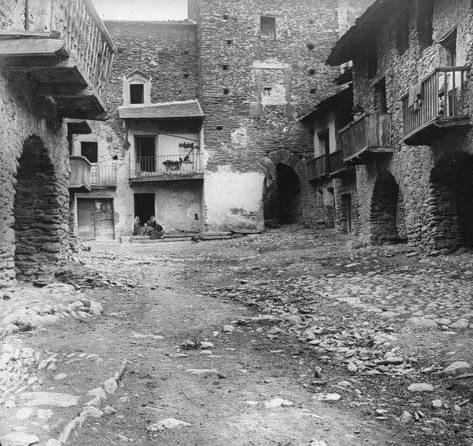
La plaça porxada als voltants de 1890

 A costat i costat s'aixequen cases de pedra amb parets mitgeres en la part baixa de les quals s'obre un porxo, bé amb un arc de mig punt o bé amb llinda de fusta, i, en algunes, un pis alt amb un petit balcó de fusta a la façana. Els llosats de llicorella a dues aigües no són massa inclinats; la façana és en un dels vessants. Lamentablement, algunes d'aquestes cases es troben en estat ruïnós i altres han sofert modificacions sense criteri que les despersonalitzen. Seria convenient una restauració que evités la desaparició d'aquest important conjunt de l'arquitectura popular medieval.
El balcó de fusta del carrer Major té balustres perfilats i gravats. Al centre, hi ha gravat un cercle dintre del qual hi ha inscrita una roseta de quatre pètals, i a la part superior i inferior hi ha inscrit un rectangle que emmarca diferents motius.
El passamà és també decorat amb motius gravats de ziga-zagues, fent diverses formes paral·leles.
Hi ha part del balcó que està enfonsada i li falten alguns balustres.